# Caso Petroaudios
Caso Petroaudios (llamado también Petrogate en medios internacionales) es la denominación que dio la prensa del Perú al caso de corrupción de lotes petroleros, donde están implicadas las empresas petroleras Discover Petroleum de Noruega y Petroperú, ocurrido el 5 de octubre de 2008 durante el segundo gobierno de Alan García (2006 - 2011), y que tras escandalizar la política peruana motivó la renuncia del gabinete de ministros. El proceso duró nueve años, ya que en 2017 el Poder Judicial cerró el proceso.

## Los petroaudios
El caso de los petroaudios ocurrió como resultado de la difusión de una grabación de audio por una estación peruana de televisión. Supuestamente la grabación es de Alberto Químper, un ejecutivo de Perúpetro, la compañía estatal a cargo de promover la inversión extranjera en el sector del petróleo, y Rómulo León, exministro aprista, discutiendo sobre pagos para ayudar a la empresa Discover Petroleum de Noruega a ganar contratos. Esto fue seguido de manifestaciones lideradas por profesores, trabajadores, obreros y médicos para la renuncia del Consejo de Ministros. El escándalo llevó a la renuncia del Presidente del Consejo de Ministros Jorge del Castillo y el nombramiento de un nuevo gabinete encabezado por Yehude Simon.
El 5 de octubre de 2008, el programa de noticias Cuarto poder difundió las grabaciones de audio supuestamente pertenecientes a Alberto Quimper, Miembro del Directorio de PerúPetro, y Rómulo León Alegría, miembro del Partido Aprista, que tras el escándalo fue expulsado definitivamente del partido. En la grabación, discuten secretamente pagos mensuales de $10 000 a Químper, León y Ernesto Arias-Schreiber, el representante legal de Discover en el Perú en intercambio de contratos petrolíferos de exploración en bloques submarinos de petróleo y campos de gas.
El primer audio fue difundido por el programa periodístico Cuarto poder por el exministro del Interior, Fernando Rospigliosi, y después, siguió apareciendo grabaciones telefónicas, que pusieron al descubierto el presunto pago de comisiones y regalías por la adjudicación de cuatro lotes para la exploración de hidrocarburos ubicados entre Pisco y Nasca, y otro en Madre de Dios.
El 16 de octubre se reveló otro audio con más detalles sobre las conservaciones con Jorge de Castillo. En enero de 2009, se liberó vía Wikileaks 86 extractos sonoros adicionales entregados al periodista Pablo O’Brien.

### Personalidades nombradas
En los audios citaban los siguientes nombres:
- Rómulo León Alegría:  exministro de Pesquería (posteriormente sería expulsado como militante aprista).
- Alberto Químper: entonces funcionario de Petroperú.
- Ernesto Arias Schreiber: abogado y representante legal de la empresa Discover Petroleum.
- Juan Valdivia Romero:  entonces ministro de Energía y Minas.
- Jorge del Castillo: entonces Presidente del Consejo de Ministros.
- Hernán Garrido Lecca: entonces ministro de Salud.

### Orden de detención
El 6 de octubre de 2008, el procurador del Ministerio de Energía y Minas, Francisco Vásquez de Rivero, y el viceministro de Justicia, Erasmo Reyna, pidieron al Ministerio Público que solicite la detención preventiva de León Alegría, Químper Herrera y el abogado Ernesto Arias Schreiber, mientras duren las investigaciones por estos hechos.

### Primeras renuncias
El Presidente Alan García aceptó la renuncia de César Gutiérrez (Presidente de Petroperú) y del ministro de Energía y Minas, Juan Valdivia, de quien aseguró era una persona honorable.

### Crisis ministerial
El 7 de octubre de 2008, grupos de oposición presentaron una moción de censura contra el Consejo de Ministros.
El 9 de octubre de 2008, el premier Jorge del Castillo y su Consejo de Ministros, llegaron al Palacio Legislativo e ingresaron al hemiciclo de sesiones, en atención al artículo 129 de la Constitución Política, que permite a los ministros participar en los debates. Los ministros llegaron de manera inopinada y el premier Del Castillo se ubicó en su escaño como congresista de la República, mientras que los congresistas del APRA les cedieron sus asientos a los demás ministros. El Jefe del Gabinete quiso explicar al Pleno los actos de corrupción sobre la adjudicación de cinco lotes petroleros. Después de su ingreso, la oposición abandonó el hemiciclo y el presidente del Congreso suspendió la sesión.
Luego de aparecer un audio donde se implica al premier Jorge del Castillo y al ministro Juan Valdivia, los integrantes del Gabinete Ministerial pusieron sus cargos a disposición del presidente Alan García. García, aceptó al lamentar la renuncia del consejo de ministros.

## Hechos y cambios
- El 7 de octubre del 2008, fue detenido uno de los principales implicados, Alberto Químper.[10] El juez anticorrupción Jorge Barreto dispuso un cumplimiento de arresto domiciliario.[11]
- Ernesto Arias Schreiber fue detenido el 13 de octubre, pero sorpresivamente para la prensa, fue dejado en libertad en menos de 24 horas.
- Rómulo León Alegría se encontró prófugo de la justicia y con orden de captura. Durante la investigación para hallar su paradero, se hizo público sus vínculos con figuras de la farándula peruana: Carla Barzotti por haber sido pareja de León Alegría. Su hija, la congresista aprista, Luciana León, se encuentra siendo investigada tras estallar el denominado ‘Petrogate’, aseguró que no conocía de los negocios ni de las actividades del hoy prófugo exministro aprista. Tanto ella como su hermano, fueron citados a declarar por el caso que incrimina a su padre.
- Luego de la renuncia del Consejo de Ministros, el presidente Regional de Lambayeque, Yehude Simon Munaro, tomó el cargo que dejó el expremier Jorge Del Castillo.[12]
- El fiscal anticorrupción Oscar Zeballos formalizó la denuncia ante el Poder Judicial al exministro Rómulo León Alegría, al exmiembro del directorio, Alberto Químper, al abogado Ernesto Arias Schereiber, al empresario dominicano Fortunato Canaán, al expresidente de Petroperú, César Gutiérrez, al presidente titular de Petroperú, Daniel Saba, entre otros, por los presuntos delitos de asociación ilícita para delinquir y corrupción de funcionarios en agravio del Estado.[13][14]
- Otro de los hechos que marcaron este caso, fue la aparición de los denominados Petro-mails, en los que mencionan el nombre de la congresista Luciana León.[15]
- Rómulo León Romero, hijo de León Alegría, tuvo una orden de impedimento de salida del país. La medida contra Rómulo León Romero se aplicó mientras continuaron las investigaciones en torno a presuntos sobornos en la concesión de lotes petroleros.[16]

### Nuevo Gabinete Ministerial
| Cartera                                          | Nuevo Ministro             |
| ------------------------------------------------ | -------------------------- |
| Primer ministro                                  | Yehude Simon Munaro        |
| Ministro de Salud                                | Óscar Ugarte Ubilluz       |
| Ministro del Interior                            | Remigio Hernani Meloni     |
| Ministro de Energía y Minas                      | Pedro Sánchez Gamarra      |
| Ministro de Mujer y Desarrollo Social            | Carmen Vildoso Chirinos    |
| Ministro de Producción                           | Elena Conterno Martinelli  |
| Ministro de Agricultura                          | Carlos Leyton Muñoz        |
| Ministro de Relaciones Exteriores                | José García Belaúnde       |
| Ministro de Defensa                              | Ántero Flores Aráoz        |
| Ministro de Economía y Finanzas                  | Luis Valdivieso Montano    |
| Ministro de Justicia                             | Rosario Fernández Figueroa |
| Ministro de Educación                            | José Antonio Chang         |
| Ministro de Trabajo y Promoción del Empleo       | Jorge Villasante Aranibar  |
| Ministro de Comercio Exterior y Turismo          | Mercedes Aráoz             |
| Ministro de Transportes y Comunicaciones         | Verónica Zavala Lombardi   |
| Ministro de Ambiente                             | Antonio Brack              |
| Ministro de Vivienda, Construcción y Saneamiento | Enrique Cornejo Ramírez    |

## Juicio
En juicio León Alegría, aseguró que en el 2008 informaba a Alan García sobre sus negocios petroleros. Víctor Mejía Zuloeta, exjefe del Órgano de Control Institucional del Ministerio de Energía y Minas, sostuvo en el juicio del caso que halló irregularidades en el proceso de selección con el cual se adjudicaron cinco lotes petroleros a la empresa Discover Petroleum International (DPI) en el 2008. En junio de 2015 Alan García rindió testimonio en calidad de testigo admitiendo que se reunió dos veces con el empresario dominicano Fortunato Canaán. El 17 de febrero del 2016, fueron absueltos porque las pruebas se obtuvieron en forma ilícita y la concesión fue hecha de acuerdo a ley.